# Instituto Nacional de Ciência e Tecnologia Industrial Avançada

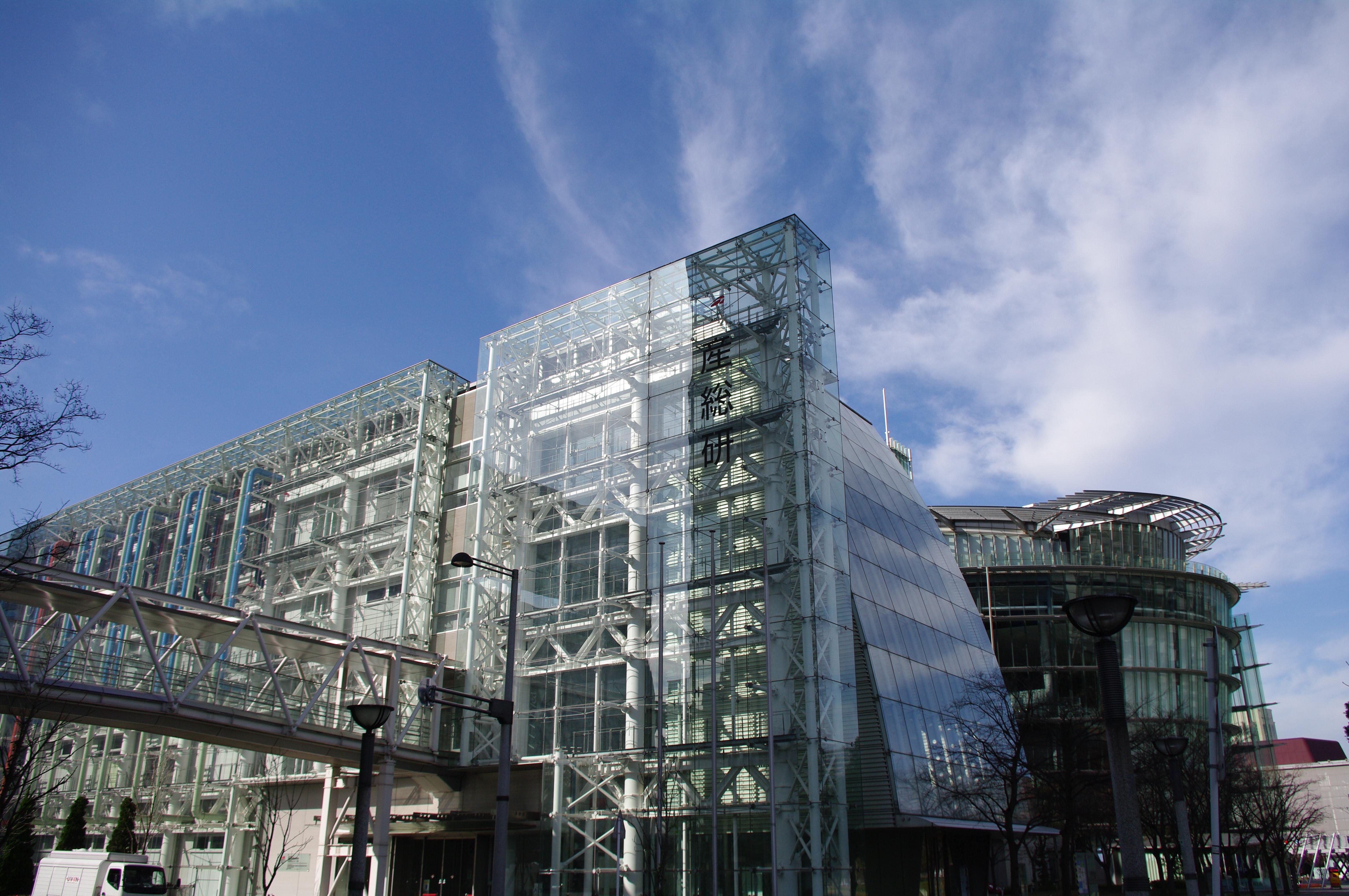
AIST Tóquio beira-Mar em Odaiba

O Instituto Nacional de Ciência e Tecnologia Avançada (産業技術総合研究所, Sangyō Gijutsu Sōgō Kenkyū-sho?) ou AIST, da sigla em inglês (Advanced Industrial Science and Technology), é um instituto de pesquisa japonês sediado em Tóquio, com a maioria de seus funcionários localizada na Cidade da Ciência de Tsukuba, na prefeitura de Ibaraki, e em várias outras cidades em todo o Japão. O instituto tem como objetivo integrar conhecimento científico e de engenharia para atender a necessidades socioeconômicas. Tornou-se uma instituição administrativa independente em 2001, permanecendo sob o Ministério da Economia, Comércio e Indústria.

## História
Em sua forma atual, o AIST foi criado em 2001. No entanto seus institutos antecessores têm estado em funcionamento desde 1882. Em 2015, comandava mais de 40 institutos de pesquisa e várias filiais em todo o Japão, incluindo o escritório de cooperação internacional de metrologia.

## Três missões de AIST
1. Pesquisa avançada explorando um amplo espectro de campos de pesquisa e integração multidisciplinar de temas para promover a inovação em campos versáteis que reforçam a competitividade da indústria japonesa no mercado mundial e cria novas indústrias.
2. Pesquisa interdisciplinar e transdisciplinar que permite o planejamento de políticas governamentais de longo alcance, explorando as atuais e futuras necessidades da sociedade.
3. Pesquisa básica que mantém e reforça a competitividade do sistema nacional de ciência e tecnologia através do desenvolvimento e manutenção de padrões elevados de pesquisa em ciência e engenharia sob responsabilidade exclusiva do AIST.[4]

## Pesquisa básica de tipo-I e tipo-II
O instituto tenta utilizar e integrar conhecimento científico e de engenharia que está fragmentado em várias disciplinas para atender a necessidades socioeconômicas versáteis e altamente complexas que mudam rapidamente com o tempo.
AIST define tais pesquisas como pesquisa básica de tipo-II, que integram várias disciplinas e criam métodos para o uso integrado de conhecimento; a pesquisa básica tradicional é definida como de tipo-I, que é a busca e a descoberta de novas regras, princípios e leis que regem os fenômenos naturais.
O AIST põe a mais alta prioridade na busca de pesquisas completas, que vão desde a pesquisa básica de tipo-I até o desenvolvimento de produtos através da realização intensiva de pesquisa básica de tipo-II.

## Funcionários
O instituto emprega pesquisadores de diferentes áreas e níveis de conhecimento que realizam pesquisas com relação às três missões principais do instituto. O número de funcionários, é como segue (em julho de 2016):
- Pesquisadores: 2,284
  - Pesquisadores titulares: 1,925
  - Pesquisadores temporários: 359
- Pessoal administrativo: 686
- Número total de funcionários: 2,970

## Serviço geológico do Japão
O serviço geológico do Japão (GSJ, do inglês "Gelogical Survey of Japan") foi criado a partir de unidades de investigação de geociências dentro do AIST em 2001 para substituir o antigo GSJ criado em 1882.

## Cientistas notáveis
- Hiroyuki Yoshikawa, ex-presidente do AIST, Universidade de Tóquio (1993-1997), Conselho de Ciência do Japão (1997-2003) e Conselho Internacional de Ciência (1999-2002)
- Jun Kondo, famoso pesquisador do efeito Kondo
- Sumio Iijima, descobridor do nanotubo de carbono
- Yoshinori Tokura, famoso por experiências em nanotecnologia
- Hiromichi Kataura, bem conhecido por suas pesquisas em nanotubos de carbono e a "Kataura plot"
- Satoshi Hirano, autor do middleware HORB

## Produtos
- HRP-2 Promet, um robô auxiliar doméstico no Humanoid Robotics Project juntamente com Kawada
- HRP-4C, um robô humanoide do sexo feminino
- Paro, uma foca bebê robô para uso terapêutico
- DeleGate, um gateway / proxy multipropósito